# Такахаси, Кунимицу
Кунимицу Такахаси (яп. 高橋 国光 Такахаси Кунимицу, 29 января 1940, Коганеи, Токио, Япония — 16 марта 2022) — японский гонщик, участник чемпионатов мира по авто- и мотогонкам. Первый в истории японец, выигравший этап чемпионата мира по шоссейно-кольцевым мотогонкам, четырёхкратный чемпион Японии по автогонкам в классе спортивных автомобилей (1985—1987, 1989).

## Биография
В 1958 году выиграл клубную серию японского чемпионата по шоссейно-кольцевым мотогонкам, в 1960 году дебютировал в чемпионате мира по шоссейно-кольцевым мотогонкам. В 1961 году стал заводским гонщиком команды Хонда и выиграл Гран-при Германии в классе мотоциклов с объёмом двигателя 250 кубических сантиметров на Хоккенхаймринге, став первым японцем-победителем мотоциклетного Гран-при. В том же году выиграл Гран-при Ольстера в классе мотоциклов с объёмом двигателя 125 кубических сантиметров. На следующий год победил в Испании и Франции в классе «125», а в 1964 году потерпел тяжёлую аварию в гонке «Isle of Man TT», после которой завершил карьеру мотогонщика. Через несколько лет вернулся в гонки за рулём автомобиля, выиграл Гран-при Японии в классе спортивных автомобилей в 1966 и 1971 годах.
В 1970-х годах участвовал в различных японских гоночных чемпионатах, в 1977 году завоевал вице-чемпионский титул японской Формулы-2000, одержав три победы и набрав по итогам сезона больше очков, чем победитель чемпионата Кадзуёси Хосино, занявший первое место благодаря ограничению числа результатов, идущих в зачёт. В том же 1977 году Такахаси принял участие в Гран-при Японии чемпионата мира Формулы-1 за рулём частного «Тиррелла», выставленного на гонку местной командой «Meiritsu Racing Team», и приехал на финиш на девятом месте. Позже продолжил выступления в японской «Формуле-2000», переименованной в 1986 году в «Формулу-3000», в которой стартовал до 1994 года. Параллельно участвовал в японском чемпионате спортивных автомобилей, где четыре раза становился чемпионом в 1985-87 и 1989 годах. С 1995 по 1999 год стартовал в японском чемпионате GT. В 2000 году завершил гоночную карьеру и стал президентом японской «Ассоциации Гран-Туризмо».

## Результаты гонок в Формуле-1
| Легенда к таблице |                                                                    |
| --- | ------------------------------------------------------------------ |
| В таблице перечислены результаты всех Гран-при Формулы-1, в которых принимал участие гонщик. Строками таблицы являются сезоны, столбцами — этапы чемпионата мира. В каждой клетке указаны сокращённое название этапа и результат, дополнительно обозначенный цветом. Расшифровка обозначений и цветов представлена в нижеследующей таблице. |                                                                    |
| \| Пример \| Описание \| \| ------------ \| ------------------------------------------------------------------ \| \| 1 \| Победитель \| \| 2 \| Второе место \| \| 3 \| Третье место \| \| 5 \| Финишировал, заработав очки \| \| Сход \| Не финишировал, но при этом заработал очки \| \| 12 \| Финишировал, не получив очков \| \| НКЛ \| Финишировал, но не попал в финальную классификацию \| \| 15 \| Участвовал вне зачёта, либо по отдельной классификации \| \| 18 \| Не финишировал, но попал в финальную классификацию \| \| Сход \| Не финишировал \| \| НКВ \| Не прошёл квалификацию \| \| НПКВ \| Не прошёл предквалификацию \| \| ДСК \| Дисквалифицирован \| \| ИСК \| Исключён из протокола соревнований \| \| ТТ \| Заявлен для участия только в тренировках \| \| НС \| Участвовал в квалификации, но не стартовал в гонке \| \| Т \| Травмирован или болен \| \| ОТК \| Отказ от участия \| \| НТР \| Прибыл на соревнования, но на трассу не выезжал \| \| НПР \| Был заявлен в числе участников, но не прибыл к началу соревнований \| \| О \| Соревнования отменены \| \| \| Не участвовал \| \| Поул-позиция \| \| \| Быстрый круг \| \| |                                                                    |
| Пример | Описание                                                           |
| 1 | Победитель                                                         |
| 2 | Второе место                                                       |
| 3 | Третье место                                                       |
| 5 | Финишировал, заработав очки                                        |
| Сход | Не финишировал, но при этом заработал очки                         |
| 12 | Финишировал, не получив очков                                      |
| НКЛ | Финишировал, но не попал в финальную классификацию                 |
| 15 | Участвовал вне зачёта, либо по отдельной классификации             |
| 18 | Не финишировал, но попал в финальную классификацию                 |
| Сход | Не финишировал                                                     |
| НКВ | Не прошёл квалификацию                                             |
| НПКВ | Не прошёл предквалификацию                                         |
| ДСК | Дисквалифицирован                                                  |
| ИСК | Исключён из протокола соревнований                                 |
| ТТ | Заявлен для участия только в тренировках                           |
| НС | Участвовал в квалификации, но не стартовал в гонке                 |
| Т | Травмирован или болен                                              |
| ОТК | Отказ от участия                                                   |
| НТР | Прибыл на соревнования, но на трассу не выезжал                    |
| НПР | Был заявлен в числе участников, но не прибыл к началу соревнований |
| О | Соревнования отменены                                              |
| | Не участвовал                                                      |
| Поул-позиция |                                                                    |
| Быстрый круг |                                                                    |

| Год  | Команда              | Шасси       | Двигатель | 1   | 2   | 3   | 4   | 5   | 6   | 7   | 8   | 9   | 10  | 11  | 12  | 13  | 14  | 15  | 16  | 17    | Место | Очки |
| ---- | -------------------- | ----------- | --------- | --- | --- | --- | --- | --- | --- | --- | --- | --- | --- | --- | --- | --- | --- | --- | --- | ----- | ----- | ---- |
| 1977 | Meiritsu Racing Team | Tyrrell 007 | Cosworth  | АРГ | БРА | ЮАР | СШЗ | ИСП | МОН | БЕЛ | ШВЕ | ФРА | ВЕЛ | ГЕР | АВТ | НИД | ИТА | США | КАН | ЯПО 9 | -     | 0    |